# ГЕС Луохе
ГЕС Луохе (洛河故县水利枢纽) — гідроелектростанція на сході Китаю у провінції Хенань. Використовує ресурс із річки Луохе, правої притоки Хуанхе.
В межах проекту річку перекрили бетонною гравітаційною греблею висотою 125 метрів та довжиною 315 метрів, яка має ширину по гребеню від 10 до 16 метрів, а по основі – до 131 метра. Вона потребувала 1639 тис м3 матеріалу та утворила велике водосховище з первісним максимальним об’ємом 1175 млн м3 та відповідним рівнем поверхні під час повені на позначці 551 метр НРМ. За розрахунками, після трьох десятків років експлуатації внаслідок нанесення осаду загальний об’єм скоротиться до 862 млн м3, при цьому нормальному рівню поверхні (позначка 534,8 метра НРМ, площа поверхні сховища 22,6 км2) відповідатиме об’єм у 510 млн м3.
Через три водоводи довжиною по 124 метра з діаметром 3 метра ресурс подається до пригреблевого машинного залу. Тут встановлено три турбіни типу Френсіс потужністю по 20 МВт, які використовують напір від 44 до 90 метрів (номінальний напір 65 метрів) та забезпечують виробництво від 145 до 176 млн кВт-год електроенергії на рік.
Видача продукції відбувається по ЛЕП, розрахованій на роботу під напругою 110 кВ.